# Handley Page O/100
Handley Page O/100 (Handley Page H.P.11) byl britský těžký bombardér, který byl operačně nasazen v průběhu první světové války (první bojový let se uskutečnil v březnu 1917).
Technické požadavky na konstrukci stroje byly vydány 28. prosince 1914, kdy zároveň byl zadán kontrakt na stavbu čtyř prototypů (dostaly přidělena sériová čísla 1455 až 1458) a osmi sériových letounů (sériová čísla navazují na prototypy, v řadě 1459 až 1466). První prototyp vzlétl 17. prosince 1915 v Hendonu, na palubě stroje byli Lt-Cdr John Tremayne Babington (proslavil se již v listopadu 1914, kdy se zúčastnil náletu letounů Avro 504 na Friedrichshafen) a Lt-Cdr Ernest W. Stedman (později Air Vice-Marshal RAF, CB, OBE).
Prvním bojovým letem typu O/100 byl nálet na železniční uzel nedaleko Mét, který se uskutečnil v noci z 16. na 17. března 1917. Šlo o stroj s/n 1460, který pilotoval Sqn-Cdr J. T. Babington, velitel No. 3 Wing RNAS. Naneštěstí pro Brity, či k jejich smůle, již 1. ledna 1917 padl nepoškozený stroj (s/n 1463) do rukou Němcům, kdy při přeletu do Francie stroj pro navigační chybu přistál na německém polním letišti u Laonu (za řízením byl Lt H. C. Vereker). Němci stroj přelétli do Johannisthalu, ale ještě před důkladným prostudováním konstrukce a provedením letových zkoušek byl zničen při havárii.
Po vyrobení 46 strojů (včetně čtyř prototypů) výroba přešla na zdokonalený typ Handley Page O/400 (H.P.12), který poháněly výkonnější motory Rolls-Royce Eagle VIII.

## Výroba a nasazení

### Squadrony vyzbrojené typem Handley Page O/100
- 7. squadrona RNAS (od 1. dubna 1918 207. squadrona RAF)
- 14. squadrona RNAS (od 1. dubna 1918 214. squadrona RAF)
- 15. squadrona RNAS (od 1. dubna 1918 215. squadrona RAF)

### Výroba O/100
- 1455–1466 (4 prototypy, 8 sériových strojů)
- 3115-3142 (28 sériových strojů)
- B9446-B9451 (6 strojů)

## Specifikace (O/100)

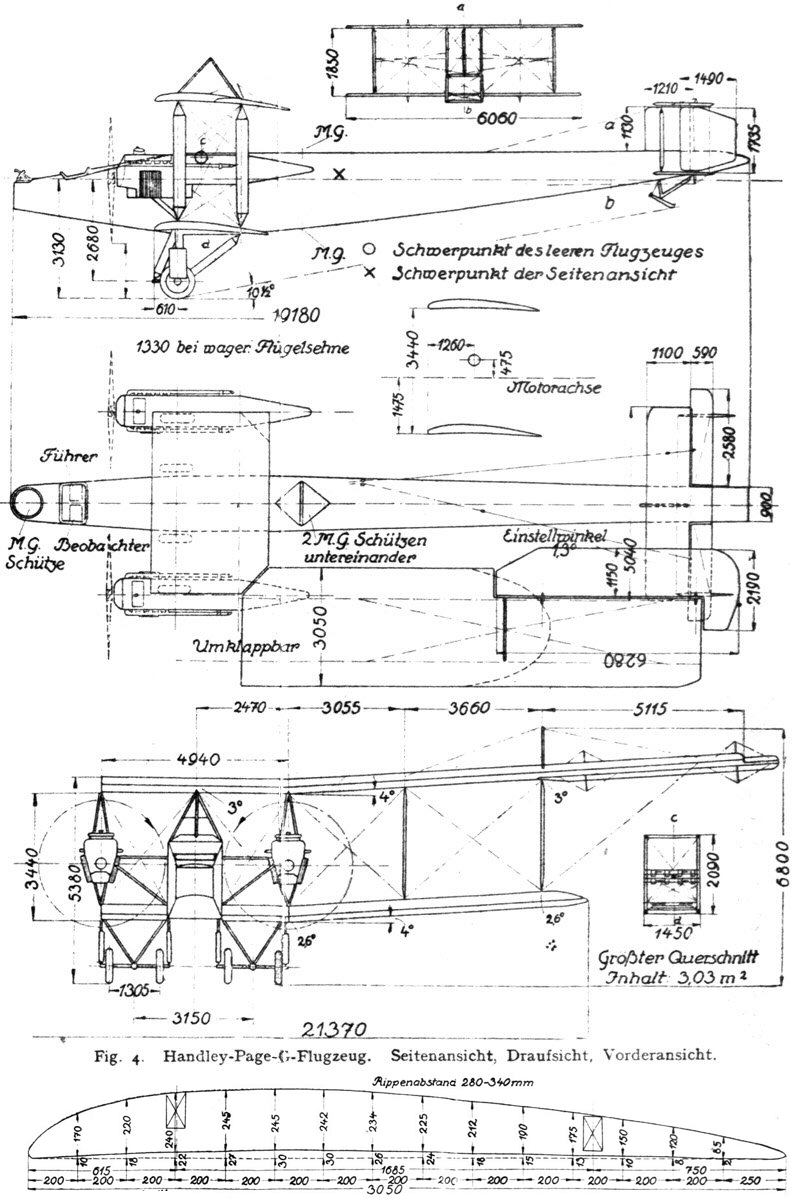
Třípohledový nákres O/100

### Technické údaje
- Osádka: 4
- Rozpětí: 30,480 m
- Délka: 19,158 m
- Výška: 6,705 m
- Nosná plocha: 153,10 m²
- Hmotnost prázdného letounu: 3629 kg
- Vzletová hmotnost: 6350 kg
- Pohonná jednotka: 2 × kapalinou chlazený vidlicový dvanáctiválec Rolls-Royce Eagle II
  - Výkon pohonné jednotky: 2 × 260 hp (193,9 kW)

### Výkony
- Maximální rychlost: 122 km/h (u hladiny moře)
- Operační dostup: 2652 m
- Vytrvalost: 8 hodin

### Výzbroj
- 2–3 × pohyblivý kulomet Lewis ráže 7,7 mm
- maximálně 813 kg pum (16 kusů 112lb pum)